# راسموس راسك
راسموس راسك (بالدنماركيةRasmus Rask:) (من مواليد 22 نوفمبر 1787 ، توفي في 14 نوفمبر 1832) هو عالم لغوي دانماركي نجح في دراسة 114 لغة و72 لهجة.
ولد راسك لأبوين هما الأب : نيلز هانسن راش وأمه : بيرث راسموسداتر في قرية برانديكيلد بالقرب من أودنس في جزيرة فونين الدنماركية. 
كان والده ، صاحب الحيازات الزراعية الصغيرة والخياط ، ذا قراءة جيدة ولديه مجموعة كتب ذات حجم لائق. 
عندما كان طفلاً ، أصبحت قدرات راسك المدرسية واضحة ، وفي عام 1801 ، في سن الثالثة عشرة ، تم إرساله إلى المدرسة اللاتينية في أودنس.
في عام 1808 ، سافر راسك إلى كوبنهاغن لمواصلة دراسته في جامعة كوبنهاغن ، حيث أقام في سكن ريجينسن.
توفي بسبب مرض السل في كوبنهاغن عام 1832
تم دفنه في مقبرة Assistens في كوبنهاغن. 
- راسموس راسك على موقع الموسوعة البريطانية (الإنجليزية)

1. 1 2  Rasmus Christian Rask، QID:Q1868372
2. 1 2  Encyclopædia Britannica | Rasmus Rask (بالإنجليزية), QID:Q5375741
3. 1 2  Nationalencyklopedin | Rasmus Rask (بالسويدية), OCLC:185256473, QID:Q1165538
4. 1 2  Brockhaus Enzyklopädie | Rasmus Kristian Rask (بالألمانية), OL:19088695W, QID:Q237227
5. 1 2  Store norske leksikon | Rasmus Kristian Rask (بالنرويجية البوكمول والنرويجية النينوشك), ISSN:2464-1480, QID:Q746368
6. 1 2  Dalibor Brozović; Tomislav Ladan (1999.), Hrvatska enciklopedija | Rasmus Christian Rask (بالكرواتية), Leksikografski zavod Miroslav Krleža, OL:120005M, QID:Q1789619 {{استشهاد}}: تحقق من التاريخ في: |publication-date= (help)
7. 1 2  David Crystal (1987). The Cambridge Encyclopedia of Language (بالإنجليزية). Cambridge University Press. p. 296. ISBN:978-0-521-42443-1. OL:15058574M. QID:Q23306977.
8. ↑  "Rasmus Rask". Wikipedia (بالإنجليزية). 28 Jun 2023.
9. ↑  "Rasmus Rask | lex.dk". Den Store Danske (بالدنماركية). 8 Jun 2020. Archived from the original on 2023-02-10. Retrieved 2023-07-03.